# Кристина Милиан
Кристина Флорес, по-известна като Кристина Милиан, е американска певица с кубински корени. Родена е на 26 септември 1981 г. в щата Ню Джърси, но израства в щата Мериленд.

## Личен живот
Тя ражда дъщеря си Вайълет на 1 март 2010 г. Бащата е рапърът Дъ Дрийм. Омъжена е за певеца Мат Покора от когото има двама сина Исак Покора /роден на 20.01.2020г./ и Кена Покора /роден а 23.04.2021г./

## Дискография

### Студийни албуми
- Christina Milian (2001)
- It's About Time (2004)
- So Amazin' (2006)

### Компилации
- Best Of (2006)

### Сингли
- АM to PM (2001)
- When You Look at Me (2002)
- Dip It Low (2004)
- Say I (с участието наYoung Jeezy) (2006)
- Us Against the World (2008)

## Видеоклипове
| Видеоклип            | Премиера | Албум            |
| -------------------- | -------- | ---------------- |
| AM to PM             | 2001     | Christina Milian |
| When you look at me  | 2001     | Christina Milian |
| Get away             | 2002     | Christina Milian |
| The answer           | 2002     | -                |
| Dip it low           | 2004     | It's about time  |
| Whatever U want      | 2004     | It's about time  |
| Say I                | 2006     | So amazin'       |
| Us against the world | 2009     | -                |
| I gotta get to you   | 2009     | -                |